# Selja Ahava
Selja Ahava, född 8 juli 1974 i Helsingfors, är en finsk romanförfattare och manusförfattare. Hon är nominerad till och belönad med flera priser för sitt författarskap och översatt till flera språk.

## Biografi
Selja Ahava är född 8 juli 1974 i Helsingfors och bor i Borgå och Berlin. Hon har studerat dramaturgi i Helsingfors och London. Hon är gift med författaren Stefan Moster och har två barn. Hon debuterade som romanförfattare 2010 och har skrivit manus till film, radio och TV.

## Författarskap
I debutverket Eksyneen muistikirja (ungefär "förlorad anteckningsbok") från 2010 har huvudpersonen Anna drabbats av minnesförlust och gör försök att rekonstruera sitt liv. I När saker faller från skyn sker osannolika händelser som skildras ur ett barns perspektiv: modern omkommer, en faster blir förmögen genom lottovinst två gånger, en man träffas av blixten vid flera tillfällen. Ennen kuin mieheni katoaa (ungefär "innan min man försvinner") beskriver en kvinnans sorg och bearbetning efter att ha blivit lämnad och hennes strävan efter att minnas honom. Nainen joka rakasti hyönteisiä (ungefär "en kvinna som älskade insekter") skildrar en kvinna under 1600-talet som fascineras av insekter och beskriver genom illustrationer deras utvecklingsfaser från larv till puppa och fjäril och utvecklas därigenom själv som kvinna.
Flera av romanerna har nominerats till olika priser, bland andra Helsingin Sanomats litteraturpris, Finlandiapriset och Runebergspriset.  För När saker faller från skyn tilldelades författaren EU:s litteraturpris och för Nainen joka rakasti hyönteisiä Tack för boken-medaljen.

## Priser och utmärkelser
- Europeiska unionens litteraturpris 2016[7]
- Tack för boken-medaljen 2021[8]